# Talavera (genre)
Pour les articles homonymes, voir Talavera (homonymie).
Genre
Talavera est un genre d'araignées aranéomorphes de la famille des Salticidae.

## Distribution
Les espèces de ce genre se rencontrent en zone holarctique.

## Liste des espèces
Selon World Spider Catalog (version 20.5, 18/09/2019) :
- Talavera aequipes (O. Pickard-Cambridge, 1871)
- Talavera aperta (Miller, 1971)
- Talavera esyunini Logunov, 1992
- Talavera ikedai Logunov & Kronestedt, 2003
- Talavera inopinata Wunderlich, 1993
- Talavera krocha Logunov & Kronestedt, 2003
- Talavera logunovi Kovblyuk & Kastrygina, 2015
- Talavera milleri (Brignoli, 1983)
- Talavera minuta (Banks, 1895)
- Talavera monticola (Kulczyński, 1884)
- Talavera parvistyla Logunov & Kronestedt, 2003
- Talavera petrensis (C. L. Koch, 1837)
- Talavera sharlaa Logunov & Kronestedt, 2003
- Talavera thorelli (Kulczyński, 1891)
- Talavera trivittata (Schenkel, 1963)
- Talavera tuvensis Logunov & Kronestedt, 2003

## Publication originale
- Peckham & Peckham, 1909 : Revision of the Attidae of North America. Transactions of the Wisconsin Academy of Sciences, Arts, and Letters, vol. 16, no 1, p. 355-655 (texte intégral).